# زوئی لیستر-جونز
زوئی لیستر-جونز (انگلیسی: Zoe Lister-Jones؛ زادهٔ ۱ سپتامبر ۱۹۸۲) هنرپیشه، کارگردان، نویسنده اهل ایالات متحده آمریکا است. وی از سال ۲۰۰۴ میلادی تاکنون مشغول فعالیت بوده‌است.
از فیلم‌ها یا برنامه‌های تلویزیونی که وی در آن نقش داشته‌است می‌توان به همسر خوب، همه چیزهای خوب، سالت، وضعیت فعلی، دختر جدید، چگونه پایان می‌پذیرد و ترتیب‌داده‌شده اشاره کرد.

## گزیده فیلم‌شناسی

### سینما
| سال  | نام                 |
| ---- | ------------------- |
| ۲۰۰۷ | ترتیب‌داده‌شده        |
| ۲۰۰۷ | روز صفر             |
| ۲۰۰۹ | وضعیت بازی          |
| ۲۰۱۰ | سالت                |
| ۲۰۱۰ | اون‌یکی‌ها            |
| ۲۰۱۰ | همه چیزهای خوب      |
| ۲۰۱۲ | لولا در مقابل       |
| ۲۰۱۶ | تأیید               |
| ۲۰۲۱ | چگونه پایان می‌پذیرد |
| ۲۰۲۳ | یک آدم خوب          |
| ۲۰۲۳ | بیو می‌ترسد          |

### تلویزیون
| سال  | نام                               |
| ---- | --------------------------------- |
| ۲۰۰۵ | نظم و قانون: دادگاه با هیئت منصفه |
| ۲۰۰۵ | نظم و قانون: قصد جنایی            |
| ۲۰۰۶ | گروگان                            |
| ۲۰۰۶ | نظم و قانون                       |
| ۲۰۰۸ | نظم و قانون: واحد قربانیان ویژه   |
| ۲۰۰۹ | در حد مرگ کسل‌شده                  |
| ۲۰۱۰ | همسر خوب                          |
| ۲۰۱۵ | دختر جدید                         |